# Metaponpneumata rogenhoferi
Metaponpneumata rogenhoferi är en fjärilsart som beskrevs av Heinrich Benno Möschler 1890. Metaponpneumata rogenhoferi ingår i släktet Metaponpneumata och familjen nattflyn. Inga underarter finns listade i Catalogue of Life.